# Unterweser
Unterweser este o arie protejată (sit de importanță comunitară — SCI) din Germania întinsă pe o suprafață de 3.512,14 ha, integral pe uscat.

## Localizare
Centrul sitului Unterweser este situat la coordonatele 53°25′28″N 8°29′52″E / 53.4244°N 8.4978°E.

## Înființare
Situl Unterweser a fost declarat sit de importanță comunitară în februarie 2006 pentru a proteja 7 specii de animale.

## Biodiversitate
Situată în ecoregiunea atlantică, aria protejată conține 4 habitate naturale: Estuare, Terase mlăștinoase și terase nisipoase neacoperite de apă la reflux, Fânețe de joasă altitudine (Alopecurus pratensis, Sanguisorba officinalis), Păduri aluvionare cu Alnus glutinosa și Fraxinus excelsior (Alno-Padion, Alnion incanae, Salicion albae).
La baza desemnării sitului se află mai multe specii protejate:
- mamifere (3): liliac de iaz (Myotis dasycneme), focă obișnuită (Phoca vitulina), marsuin (Phocoena phocoena)
- pești (4): Alosa fallax, Lampetra fluviatilis, Petromyzon marinus, somonul (Salmo salar)